# Knut Eklundh
Carl Gustaf Knut Eklundh, född den 21 december 1848 i Tolgs socken, Kronobergs län, död den 17 augusti 1913 i Dalskogs församling, Älvsborgs län, var en svensk militär.
Knut Eklundh var son till kronolänsman Carl Eklundh och Elise Christine Lindergren. Han blev officer 1868, kapten vid Bohusläns regemente 1887, major vid Västgöta-Dals regemente 1897 och överstelöjtnant 1899. Eklundh var överste och chef för Kalmar regemente 1902–1910. Han blev riddare av Svärdsorden 1892, kommendör av andra klassen av samma orden 1905 och kommendör av första klassen 1909.